# Bidarray
Bidarray é uma comuna francesa na região administrativa da Nova Aquitânia, no departamento dos Pirenéus Atlânticos. Estende-se por uma área de 39 km². Em 2010 a comuna tinha 682 habitantes (densidade: 17,5 hab./km²).